# V371 Большого Пса
V371 Большого Пса (лат. V371 Canis Majoris) — одиночная переменная звезда в созвездии Большого Пса на расстоянии (вычисленном из значения параллакса) приблизительно 10916 световых лет (около 3347 парсеков) от Солнца. Видимая звёздная величина звезды — от +11,7m до +10,8m.

## Характеристики
V371 Большого Пса — красная углеродная пульсирующая полуправильная переменная звезда типа SRB (SRB) спектрального класса C.